# Hauptfriedhof Mannheim

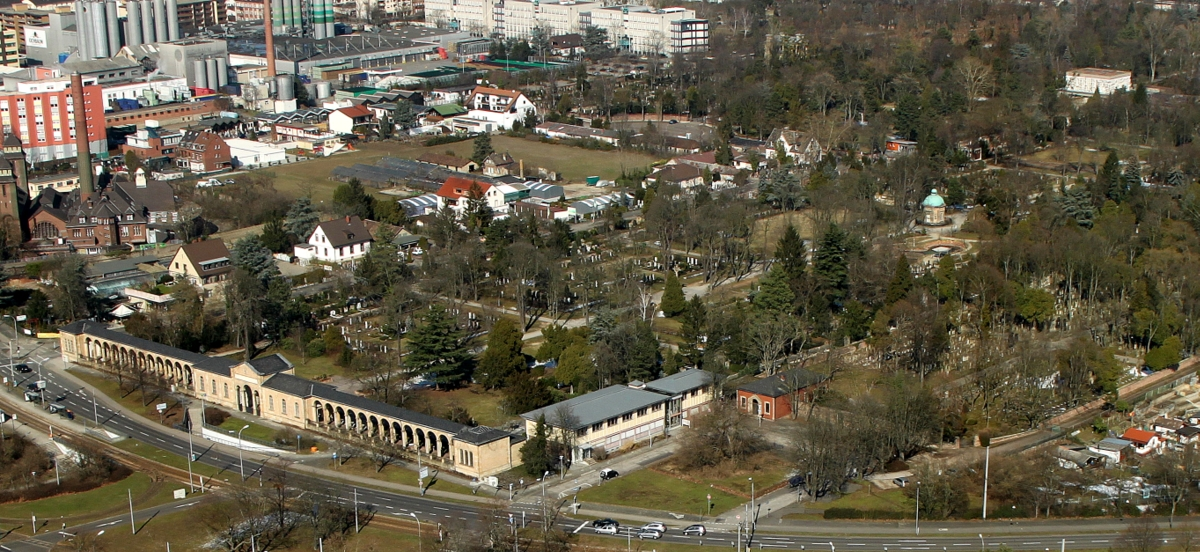
Der Friedhof vom Fernmeldeturm aus

Der Hauptfriedhof Mannheim ist die zentrale Begräbnisstätte von Mannheim und befindet sich im Stadtteil Wohlgelegen. Daneben befindet sich der gleichzeitig angelegte jüdische Friedhof.

## Geschichte
Die Neuanlage des Friedhofes wurde am 27. April 1840 vom Bürgerausschuss der Stadt Mannheim beschlossen. Er löste die konfessionellen Friedhöfe in der Innenstadt ab. Als Vorteil wurde neben der hochwasserfreien Lage außerhalb von Wohngebieten, die Möglichkeiten zur Erweiterung aufgeführt. Nach der Grundsteinlegung 13. April 1841 wurde der Hauptfriedhof am 14. Juli 1842 eröffnet. Den ältesten Teil des Friedhofs betritt man über den Arkadenbau an der Röntgenstraße. Die ursprünglich 3,2 Hektar Fläche wurden in mehreren Schritten 1856, 1871, 1881, 1892, 1900, 1937 und zuletzt 1965 auf die heutige Gesamtfläche von 34,4 Hektar erweitert. Die römischen Ziffern der Gräberfelder (I bis VIII) weisen auf die jeweilige Erweiterung hin und wurden in den Stilrichtungen der Epochen angelegt. Im Rahmen der Erweiterung 1900 wurde das bis 1983 in Betrieb befindliche alte Krematorium errichtet. Die Funktion hat das 1981 bis 1983 erbaute neue Krematorium übernommen. Die 1964 abgerissene alte Leichenhalle wurde zwischen 1900 und 1903 erbaut. An deren Stelle steht die 1967 fertiggestellte neue Trauerhalle.

## Gebäude

### Eingangsarkaden

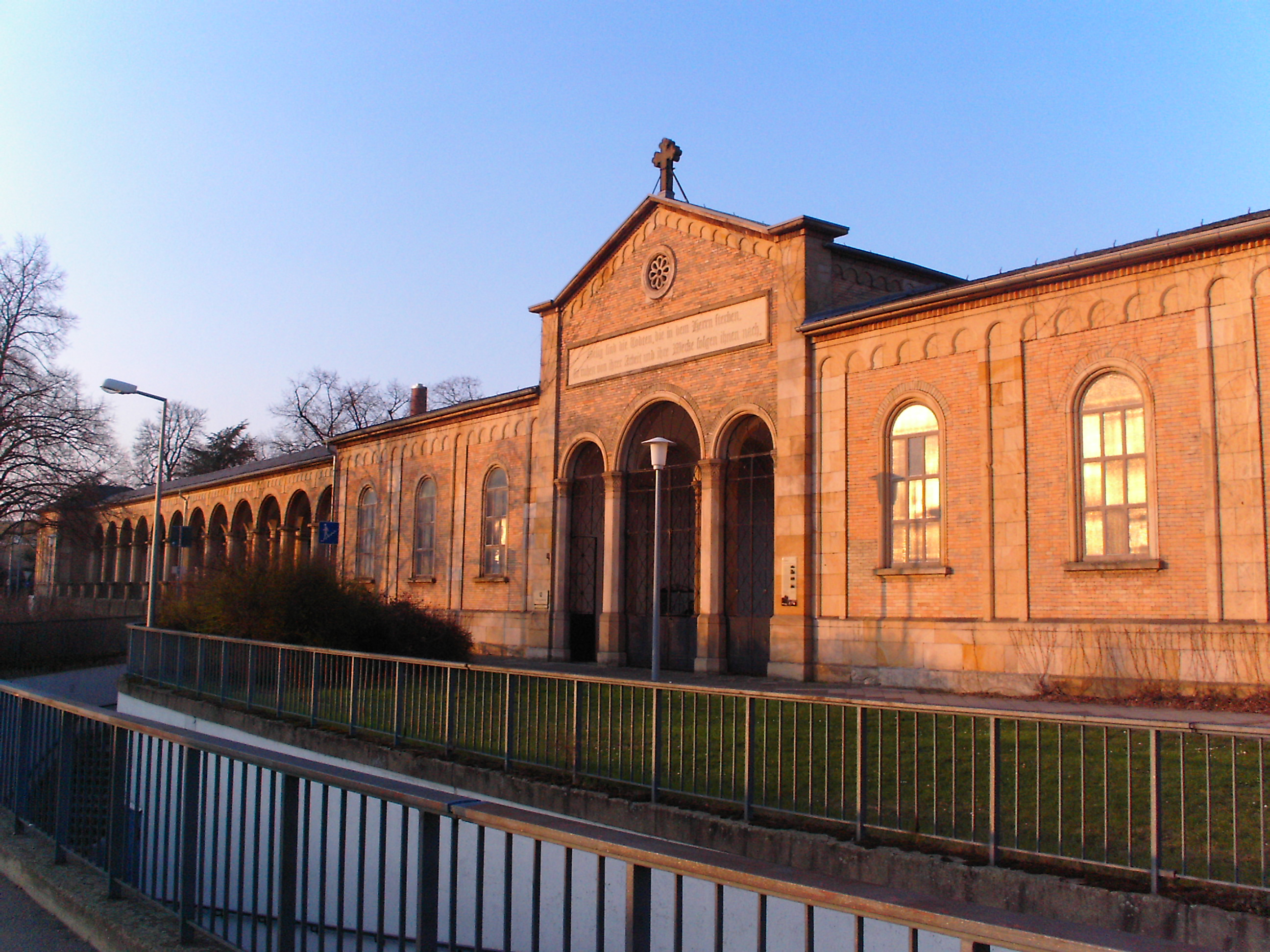
Haupteingang und Teil des Arkadenbaus von Anton Mutschlechner, als ältester Bereich des Friedhofs

Der Eingangsbau wurde vom Architekten und damaligen Stadtbaumeister Anton Mutschlechner in den Jahren 1841 bis 1842 errichtet. Das Gebäude umfasst den gesamten Friedhofsbereich der damaligen Zeit auf einer Breite von 125 Metern. Die in der Mitte befindliche Halle bildet den Eingangsbereich, der Giebel wird von einem Kreuz gekrönt. Unterhalb des Giebels befindet sich die Inschrift: „Selig sind die Todten, die in dem Herrn sterben, sie ruhen von ihrer Arbeit und ihre Werke folgen ihnen nach.“. An die Halle sind beidseitig Flügelbauten angefügt, denen jeweils die mit 13 Rundbögen versehenen Arkadenreihen folgen, abgeschlossen mit jeweils einem Eckpavillon. Die Flügelbauten beherbergten ursprünglich die Wohnung des Aufsehers und einen Betsaal. Der Betsaal wurde 1904, die Aufseherwohnung 1967 zur Urnenhalle umgebaut. Unter den Arkaden befanden sich die Gruften, die Eckpavillons dienten als Leichenhallen. Der rechte Eckpavillon beherbergt seit 1905 die Gruft der Familie Lanz, der linke wird als Transformatorraum genutzt. Bei der Renovierung 1967 wurde der Arkadenbau verändert, die Inschrift wurde 1992 neu angebracht.

### Altes Krematorium
Das alte Krematorium, die heutige Urnenhalle, wurde zwischen 1899 und 1900 im Auftrag des Mannheim-Ludwigshafener Vereins zur Erbauung eines Krematoriums errichtet und war eines der ersten in Deutschland, wo die Idee der Feuerbestattung zu dieser Zeit gerade zunehmend an Akzeptanz gewann. Das in hellem Sandstein im Stile eines antiken Tempels erbaute Gebäude plante die damals in Mannheim populäre Architektengemeinschaft Josef Köchler und Georg Anton Karch. Am 16. Februar 1901 übernahm die Stadt Mannheim das Gebäude und den Betrieb der Anlage. Das Krematorium überstand beide Kriege unbeschadet, es wurde aber in den 1950er Jahren als überaltert empfunden. Ursprüngliche Abrisspläne gab man aber zugunsten eines Erweiterungsbaus an der Rückseite des Gebäudes, der 1958 fertiggestellt werden konnte, auf. Bis zur Fertigstellung einer neuen Verbrennungsanlage am Rande des Hauptfriedhofes 1983 war das alte Krematorium in Betrieb. 1987 bis 1990 wurde der Erweiterungsbau mit den Anbauten abgerissen, das alte Krematorium umfassend saniert und als Urnenhalle wiedereröffnet.
Das 19,5 Meter lange und 12,5 Meter breite Gebäude aus Sandstein steht auf einem massiven Granitsockel. Die Eingang hinter der antikisierenden, von vier ionischen Säulen getragenen, Vorhalle wird über eine Freitreppe erreicht. An den Seiten befinden sich jeweils zwei 13,7 Meter hohe Pylonen, an der Rückseite eine Apsis. Der Innenraum wurde mehrfach verändert, zuletzt durch den Umbau zur Urnenhalle. Der entfernte Anbau war ein Flachdachbau der 1950er Jahre, der über am alten Krematorium außen angebrachte „Gänge“ über die Freitreppe zugänglich war.

### Alte Leichenhalle
Die 1964 abgerissene alte Leichenhalle wurde zwischen 1900 und 1903 nach Plänen des Architekten A. Arnold und des Amtsvorstandes des städtischen Hochbauamts Gustav Uhlmann im neogotischen Stil errichtet. Der Bau verzögerte sich, da am 26. Juni 1902 beim Abbau des Gerüstes der Südostgiebel einstürzte, wobei zwei Arbeiter starben. Am 1. Februar 1903 konnte die Leichenhalle in Betrieb genommen werden. An Stelle der alten Leichenhalle wurde nach deren Abriss die neue Trauerhalle errichtet.
Die alte Leichenhalle bestand aus einer Mittelbau mit den Haupteingängen sowie in einer weiteren Achse zwei lange Seitenflügel. In den Seitenflügeln befanden sich die 30 Leichenzellen, im Mittelbau befand sich die Gedächtnishalle, in der die Trauerfeiern stattfanden.

### Neue Trauerhalle
Die neue Trauerhalle wurde an Stelle der alten Leichenhalle zwischen 1964 und 1967 errichtet. Die im Architektenwettbewerb zweitplatzierten Mannheimer Architekten Wilhelm und Karl Schmucker und Hans Scherrmann erhielten, nachdem kein erster Preis vergeben wurde, den Auftrag zum Bau. Die künstlerische Ausgestaltung übernahm der Künstler Théo Kerg.
Über den nordwestlichen Vorhof wird die als Flachdachbau mit Glasbetonwänden erbaute Trauerhalle betreten. Südlich dahinter finden sich die 16 Leichenzellen, die durch vom Fußboden bis zur Decke reichende Scheiben abgetrennt sind. Der Zugang zu den Leichenzellen und zu den öffentlichen Toiletten ist über einen gesonderten nordöstlichen Hof erreichbar. Südwestlich schließend sich die Betriebsräume an.

### Neues Krematorium
Nach dem Beschluss, das alte Krematorium aufzugeben, wurde der Neubau an der Gutenbergstraße am Rand des Friedhofes vom Mannheimer Architekten Seraphin Zimmermann zwischen 1981 und 1983 errichtet. In Betrieb genommen werden konnte die Anlage am 10. Januar 1983.
Das zweigeschossige Gebäude wird von einem ungleichseitigen pyramidenförmigen Kupferblechdach abgeschlossen. In 18 Meter befindet sich der Kamin, in dem die Abzugsrohre münden. Am 14. Dezember 2009 geriet die Anlage bei Reparaturarbeiten in Brand und wurde schwer beschädigt. Das Dach musste komplett erneuert werden.

## Denkmäler
Ein Mahnmal auf dem Ehrenfeld des Hauptfriedhofs erinnert an 511 Tote, die Opfer der Euthanasie-Morde in der Aktion T4, sowjetische und polnische Kriegsgefangene und umgekommene KZ-Häftlinge. Auch wird dort des Polizeihauptmeisters Viktor Link sowie dreier Bürger gedacht, die wegen Wehrkraftzersetzung ermordet wurden: Hermann Adis, Adolf Doland und Erich Paul.

## Grabmäler
| Abbildung | Grabmal                              | Grab-Nummer | Informationen |
| --------- | ------------------------------------ | ----------- | --- |
|           | Albert Bassermann                    | 30          | Schauspieler, Oscarnominierung als Nebendarsteller im Film Der Auslandskorrespondent von Alfred Hitchcock aus dem Jahr 1940. |
|           | Anton Bassermann                     |             | Gerichtspräsident, Abgeordneter der Zweiten Kammer der Badischen Ständeversammlung. |
|           | Ernst Bassermann                     |             | Rechtsanwalt und Politiker. Vorsitzender der Nationalliberalen Partei und Mitglied des Reichstags. |
|           | Friedrich Daniel Bassermann          | 31          | Politiker, Abgeordneten in der Zweiten Kammer der Ständeversammlung des Großherzogtums Baden maßgeblich an der Schaffung der Frankfurter Nationalversammlung beteiligt. |
|           | Julie Bassermann                     |             | Frauenrechtlerin, Präsidentin des Badischen Frauenvereins. |
|           | Maximilian Bayer                     | 111         | Offizier, Mitbegründer der Pfadfinderbewegung. |
|           | Otto Beck                            | 161         | Politiker und erster Oberbürgermeister Mannheims. |
|           | Christoph Heinrich Boehringer        | 197         | Unternehmer C. F. Boehringer & Söhne; Vater von Albert Boehringer, des Gründers der C. H. Boehringer Sohn |
|           | Fritz Cahn-Garnier                   | 351         | Politiker, Finanzminister des Landes Württemberg-Baden und Oberbürgermeister Mannheims. |
|           | Carl Clemm                           |             | Unternehmer, Mitbegründer der BASF, Mitbegründer der Zellstofffabrik Waldhof, heute Teil von Essity |
|           | Jacob Friedrich Dyckerhoff           |             | Baumeister und Architekt |
|           | Wolfgang Heribert von Dalberg        | 133         | Intendant der Uraufführung von Schillers Räubern am Nationaltheater in Mannheim. |
|           | Manfred David                        |             | Kommunalpolitiker, von 1967 bis 1989 Bürgermeister für Kultur, Schule und Sport der Stadt Mannheim. |
|           | August Dreesbach                     | 334         | Politiker, als erstes SPD-Mitglied Badens Abgeordneter im Deutschen Reichstag. |
|           | Wilhelm Gustav Dyckerhoff            | 194         | Unternehmer, deutscher Zement-Fabrikant und Gründer der Dyckerhoff AG |
|           | Friedrich Engelhorn                  | 106         | Unternehmer, Gründer der BASF |
|           | Carl Wilhelm Casimir Fuchs           | 225         | Geologe, Mineraloge und Botaniker sowie Stifter des Unteren Luisenpark Mannheims. |
|           | Carl Giulini                         | 196         | Unternehmer, Gründer der Gebrüder Giulini GmbH; Sandsteinmausoleum mit Urnennischen in antikisierender Form eines römischen Rundtempels, nach Entwurf des Architekten Wilhelm Manchot |
|           | Carl Andreas Glaser                  | 250         | Chemiker, Entdecker von Carbazol und Phenathren, Aufsichtsratsvorsitzender der BASF. |
|           | Joseph Heinrich Groß von Trockau     |             | Freiherr, Komtur des Deutschen Ordens, Hofrat, Oberamtmann und Kammerherr im Hochstift Bamberg. |
|           | Hermann Heimerich                    | 60          | Politiker, Oberbürgermeister und Ehrenbürger Mannheims. |
|           | Josepha Ursula von Herding           |             | kurpfälzische Adelige, Tochter des Grafen Claude de Saint Martin und Enkelin des Hofbildhauers Peter Anton von Verschaffelt. |
|           | Ludwig Jolly                         | 60          | Politiker, Erster Bürgermeister Mannheims. |
|           | August von Kotzebue                  | 138         | Dramatiker und Schriftsteller, seine Ermordung 1819 diente als Anlass der Karlsbader Beschlüsse. |
|           | Heinrich Lanz                        | 10          | Unternehmer, Gründer der Heinrich Lanz AG, aufgegangen in der Deere & Company. |
|           | Carlfried Mutschler                  |             | Architekt, Werke u. a. Multihalle, Reiss-Engelhorn-Museen, Mannheimer Stadthaus. |
|           | Friedrich Bernhard Gottfried Nicolai | 183         | Astronom an der Mannheimer Sternwarte |
| mi        | Johann Wilhelm Reinhardt             | 32          | Politiker, erster ehrenamtlicher Oberbürgermeister Mannheims. |
| mi        | Carl Reiß                            | 34          | Generalkonsul und Ehrenbürger der Stadt Mannheim, Stifter der heutigen Reiss-Engelhorn-Museen |
|           | Karl Ludwig Sand                     | 83          | Burschenschafter und Mörder August von Kotzebues, hingerichtet 1820. |
|           | Franz Schnabel                       | 72          | Historiker und Ehrenbürger Mannheims, Namensgeber der Franz-Schnabel-Gedächtnismedaille, eine Auszeichnung der Oberrheinischen Stiftung Geschichte und Kultur für Abiturienten in Baden-Württemberg für herausragende Leistungen im Fach Geschichte (verliehen an den/die Jahrgangsbeste). |
|           | Ferdinand Scipio                     |             | Unternehmer und Politiker, Mitbegründer Rheinische Hypothekenbank. |
|           | Georg von Stengel                    |             | Kurpfälzischer Kanzleidirektor, Staatsrat und Direktor der Kurpfälzischen Akademie der Wissenschaften. |
|           | Joseph Gabriel von Stengel           |             | Badischer Jurist und Beamter. |
|           | Christian Philipp Stumm              | 47          | Kurpfälzischer Hofbankier, Mitbegründer der Montanfirma Gebrüder Stumm |
|           | Carl Theodor von Traitteur           | 73          | Pfälzisch-bayerischer Hofbibliothekar Schriftsteller, u. a. Romane, Schauspiele, statistische und staatsrechtliche Abhandlungen. |
|           | Wilhelm von Traitteur                | 73          | Bauingenieur und Pionier in der Eisenarchitektur insbesondere der Kettenbrücken. |
|           | Wilhelm Varnholt                     | 169         | Politiker, Oberbürgermeister Mannheims. |
|           | Theodor Waldner von Freundstein      |             | deutsch-französischer Adliger und Militär, Schlossherr zu Weinheim und Limburgerhof. |
|           | Friedrich Walter                     | 52          | Historiker, erster Leiter des Stadtarchivs Mannheim und Leiter des Schlossmuseums. |
|           | Louise Weyland                       | 42          | Hofrätin, Erzieherin von König Ludwig I. (Bayern) |
|           | Harmen Jan van der Wijck             | 3           | niederländischer Freiherr, General und Landschaftsmaler |